# Šlomo Amar
Šlomo Moše Amar (hebrejsky שלמה משה עמאר‎; narozen 1948) byl sefardský vrchní rabín Izraele v letech 2003–2013. Jeho aškenázským protějškem byl rabi Jona Metzger.

## Život
Rabi Amar se narodil v Casablance v Maroku. Základní vzdělání obdržel na židovských školách Ocar ha-Tora a Neve šalom a na chabadnické ješivě Tomchej temimim.
V roce 1962 odešel spolu se svými rodiči do Izraele, kde se usadili v obci Pardes Chana.
V letech 1963–1967 studoval na ješivě Tif'eret Cijon v Benej Brak a na ješivě Ša'arit Josef u rabi Nisima Toledana. V roce 1967 přešel na ješivu ve Šlomi, kde byl v roce 1969 požádán, aby dlouhodobě zastupoval na pozici rabína a vedoucího ješivy rabi Mas'uda Revacha.
Současně pokračoval ve studiích rabínského soudnictví u rabi Ja'akova Nisen Rosentala z Haify, kterého považuje za svého hlavního učitele. V roce 1970 byl jmenován rabínem a vedoucím oddělení kašrutu v Náboženské radě v Neharji.
V  roce 1973 se stal rabínem mošavu Megadim v oblastní radě Chof ha-Karmel. Poté byl mašgiachem v ješivě Tora ve-hora'a v Tel Avivu. Během tohoto období obdržel osvědčení (smichu) pro rituální porážku (šochet u-bodek), pro funkci rabína obce a pro funkci rabína města. Povinnou vojenskou službu v izraelské armádě a stejně tak i následnou záložní službu vykonal rabi Amar v jednotce pro identifikaci padlých.
Po sérii cvičení v záchranářství se začal zabývat výukou halachických témat souvisejících s činností oddílu; ve svých přednáškách se soustředil na význam hodnot úcty k mrtvým a jejich halachickou aplikaci v praxi. Podobné přednášky měl také pro členy organizace ZAKA. Praktické zkušenosti s tematikou padlých a nezvěstných se podepsaly také na jeho halachických rozhodnutích, která v té době pronikla ve známost.
Úzce spolupracuje s dřívějším sefardským vrchním rabínem a duchovním vůdcem strany Šas, rabi Ovadjou Josefem. Před svým zvolením do funkce vrchního rabína Izraele rabi Amar působil jako předseda rabínského soudu v Petach Tikvě. V roce 2002 byl zvolen vrchním rabínem Tel Avivu jakožto první jediný vrchní rabín města.

## Rodina
Se svou ženou, s níž ho seznámil jeho rabín Ja'akov Rosental, má 12 dětí. Jedním z jeho bratrů je hudebník Albert Amar.

## Dílo
Šema Šlomo7 svazků respons, hlavní dílo rabi Amara, které vyšlo poprvé v roce 1992 a bylo dále rozšířeno v době jeho působení jako rabínského soudce. Zaobírá se především halachickými tématy pojednanými v části Šulchan aruchu nazvané Chošen mišpat.
Kerem Šlomodvoudílná responsa pojednávající o smíšených druzích a přikázáních souvisejících se zemí Izrael.
Be'erah šel Mirjamresponsa pojmenovaná na památku matky rabi Amara, pojednávají o otázkách kašrutu.
Birkat Elijahukomentáře k týdenní paraše pojmenované na památku otce. Dosud vyšly části Berešit a Šemot.
Mac'halot chatanimčlánky o halachických tématech souvisejících s židovskou svatbou.